# Агитационный период
Агитацио́нный пери́од — период, в течение которого разрешается проводить предвыборную агитацию, агитацию по вопросам референдума.
Согласно Федеральному закону "Об основных гарантиях избирательных прав и права на участие в референдуме граждан Российской Федерации" агитационный период для кандидата (избирательного объединения) начинается со дня выдвижения кандидата (списка кандидатов) и заканчивается в ноль часов за сутки до дня голосования.
Период агитации в средствах массовой информации в России начинается за 28 дней до дня голосования и заканчивается в ноль часов за сутки до дня голосования.
В России и ряде других запрещены многие типы предвыборной агитации в день, предшествующий дню голосования, и в день голосования. Такие ограничения введены с тем, чтобы дать избирателю сделать осознанный выбор, не под влиянием агитации.

## Правовые акты РФ
- П.2 ст.2 Федерального закона «Об основных гарантиях избирательных прав и права на участие в референдуме граждан РФ» от 12.07.2002 №67-ФЗ.